# Vasiliki Tsouplaki
Karolina Vasiliki Tsouplaki, född 27 februari 1980 i Vittinge församling i Västmanlands län, är en svensk politiker (vänsterpartist). Hon är ordinarie riksdagsledamot sedan 2017, invald för Västmanlands läns valkrets.
Tsouplaki är bosatt i Arboga sedan 2021. Hon har tidigare varit kommunalråd och ordförande för Barn- och ungdomsnämnden i Västerås kommun. I valet 2014 kandiderade hon som toppkandidat till riksdagen men blev förbikryssad av Fagerstas tidigare kommunalråd Stig Henriksson. Tsouplaki stod på tredje plats på kommunlistan i Västerås i valet 2014 men fick efter den uteblivna riksdagsplatsen istället posten som oppositionsråd för Vänsterpartiet i Västerås.
I november 2017 lämnade Henriksson sin plats i riksdagen av personliga skäl och Tsouplaki är sedan dess ordinarie riksdagsledamot. Mandatperioden 2018–2022 var Tsouplaki vice ordförande i riksdagens kulturutskott. Efter valet 2022 valdes hon till ordinarie ledamot i kulturutskottet.
Tsouplaki är sedan oktober 2022 vice gruppledare för Vänsterpartiet. Hon var 2010–2011 ledamot i Vänsterpartiets nationella framtidskommission.